# 麥克馬洪群島
67°38′40″S 45°58′30″E / 67.64444°S 45.97500°E
麥克馬洪群島（英語：McMahon Islands），是南極洲的群島，處於塔拉山以北0.8公里，海拔高度約60米，根據澳大利亞探險隊在1956年拍攝的空中照片繪入地圖，現時由南極條約體系管理。